# Clark Clifford
Clark McAdams Clifford, född 25 december 1906 i Fort Scott, Kansas, död 10 oktober 1998 i Bethesda, Maryland, var en amerikansk demokratisk politiker, jurist och politisk rådgivare åt flera presidenter. 
Han var USA:s försvarsminister från 1968 till 1969 i Lyndon B. Johnsons administration.

## Biografi
Clifford studerade juridik vid Washington University i Saint Louis och var verksam efter juristexamen i samma stad från 1928 till 1943. Han tjänstgjorde som officer i USA:s flotta från 1944 till 1946 och befordrades till captain. Han blev kommenderad till befattningen som adjutant till USA:s president Harry S. Truman och åtföljde denne till Potsdamkonferensen 1945. Efter militärtjänstgöringen fortsatte han som juridisk rådgivare i presidentkansliet från 1946 till 1950. Clifford spelade en central roll i Trumans kampanj i 1948 års presidentval.
Efter tiden i Vita huset arbetade Clifford som med juridik i den privata sektorn i Washington, D.C. och kom att kallas för "Super-Clark". Han var rådgivare åt demokratiska politiker och bland hans klienter fanns John F. Kennedy och Joseph Kennedy. På 1960-talet var Clifford en viktig rådgivare åt presidenterna John F. Kennedy (vars övergångsadministration han organiserade) och Lyndon B. Johnson.
1967 åkte han tillsammans med tidigare försvarschefen general Maxwell D. Taylor på en tjänsteresa till Vietnam och andra länder i Sydostasien för att rapportera om vad de såg på plats för president Johnson. Clifford tjänstgjorde som USA:s försvarsminister 1968 till 1969 efter Robert McNamaras avgång. Att handskas med Vietnamkriget krävde största delen av Cliffords korta ämbetstid som försvarsminister.
Efter tiden som försvarsminister blev Clifford betraktad som en sk. superjurist i Washington, D.C. Hans byrå låg mittemot Vita huset vid LaFayette Square, hans inkomster var mycket höga och hans inflytande var betydande tack vare ett omfattande kontaktnät i den amerikanska huvudstaden där han var känd för sin charm, elegans och diskreta sätt att sköta sitt jobb. 1980 tjänstgjorde han som president Jimmy Carters sändebud till Cypern, Grekland, Turkiet och till Indien. Clifford avfärdade Ronald Reagan innan denne tillträtt som president som en "amiable dunce" (ungefär sympatisk dumbom).
1991 var Clifford inblandad i BCCI-skandalen. Han hade profiterat sex miljoner dollar av bankaktier han hade köpt med ett lån han hade fått av BCCI. En del bedömare trodde att Clifford på sin ålders höst inte hade kontrollerat tillräckligt noga vilken typ av bank han gjorde affärer med. Han blev inte åtalad i samband med skandalen på grund av dålig hälsa.
1991 gav han ut sina memoarer Counsel to the President: A Memoir (med Richard Holbrooke som medförfattare). Han avled i sitt hem 10 oktober 1998 i Bethesda, Maryland. Hans grav finns på Arlingtonkyrkogården.

## Populärkultur
I TV-filmen Path to War som gjordes 2002 för HBO i regi av John Frankenheimer spelas Clark Clifford av Donald Sutherland.

## Referenser

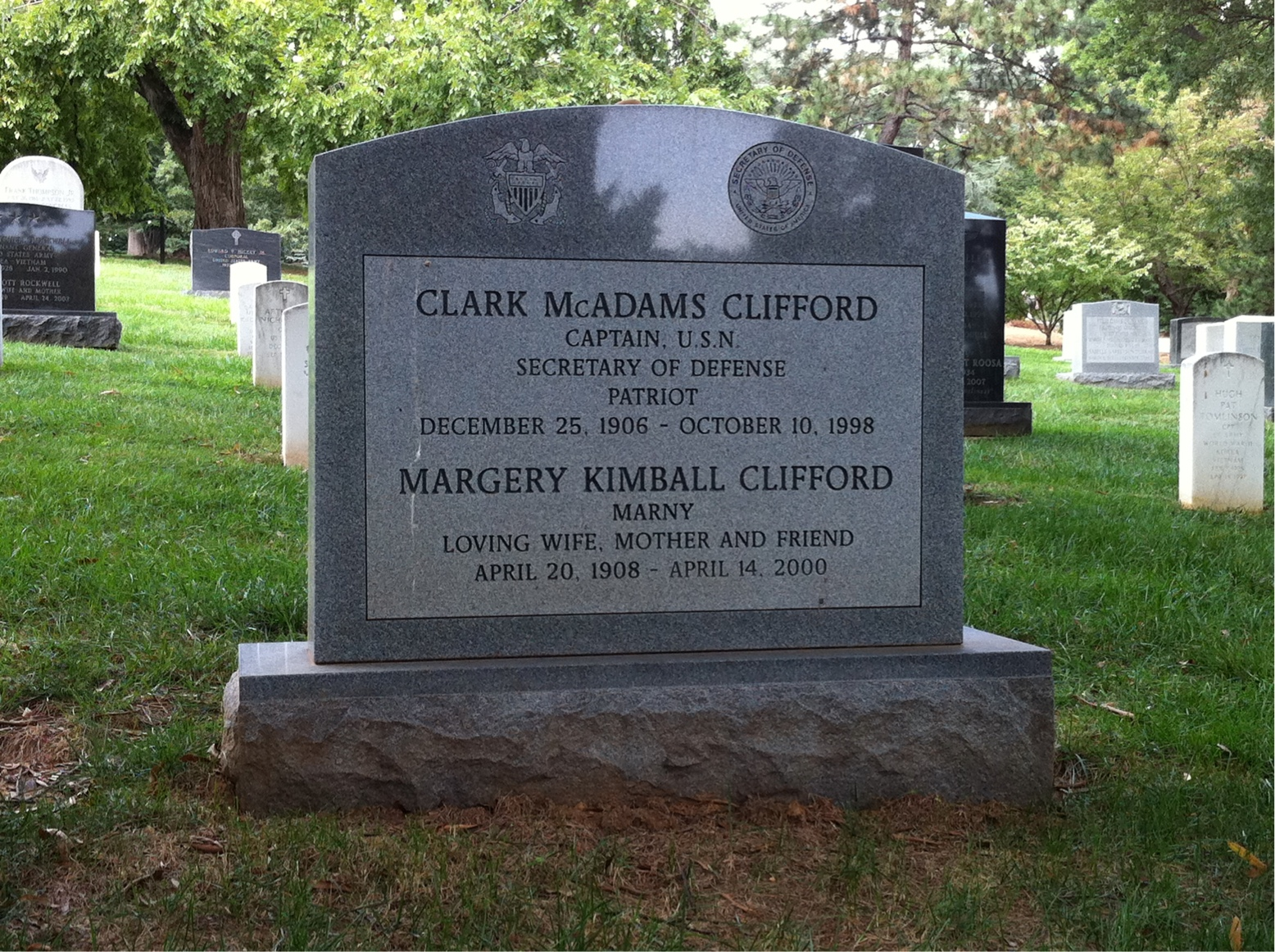
Gravvård